# Rolf Franke
Rolf Franke (Amsterdam, 7 april 1967) is een voormalig Nederlands basketballer en coach. Franke is 1,98 m groot en speelde als speler vooral als forward. Franke speelde ook voor het Nederlands basketbalteam en deed onder andere mee op het EK Basketbal 1989. Rolf heeft een zoon, Yannick Franke, die ook basketbal speelt.

## Erelijst

### Club
Den Helder
- Landskampioen (6): 1989, 1990, 1991, 1992, 1995, 1998

Libertel Den Bosch
- Landskampioen (1): 1997

Ricoh Astronauts
- Landskampioen (1): 1999

### Coach
Zorg en Zekerheid Leiden
- NBB-Beker (1): 2019

### Individueel
- Coach van het jaar (1): 2019

4 Richards · 
5 Franke · 
9 Duggan · 
10 Barth · 
11 Young · 
12 Miller · 
13 Mims · 
15 Hageman · 
? Van der Putten · 
? Ten Berge · 
? Kassoum · 
? Kip · 
? Smith · 
Coach Gonnen